# Oxychilus agostinhoi
Oxychilus agostinhoi is een slakkensoort uit de familie van de Oxychilidae. De wetenschappelijke naam van de soort is voor het eerst geldig gepubliceerd in 1981 door Frias Martins.